# Wort und Spiel
Wort und Spiel war von 1956 bis 1961 eine in der DDR aus der Zeitschrift Volkskunst des Zentralhauses für Volkskunst hervorgegangene Lehraufsatz- und Materialsammlung sowie Diskussionsplattform speziell für das Laienspiel.

## Geschichte
Das Zentralhaus für Volkskunst in Leipzig gab die Zeitschrift Volkskunst heraus, aus der verschiedene Themenbereiche ausgegliedert wurden und so jeweils eine eigene Publikation erhielten. Die im Zentralhaus ansässige Sektion „Wort und Spiel“ mit deren Leiter Herbert Keller war für die Zeitschrift gleichen Namens verantwortlich. Parallel fungierte Herbert Keller als Vorsitzender des Laienspielausschusses der Deutschen Demokratischen Republik. Als Chefredakteur wurde Hanns Maaßen eingesetzt, der zeitweilig auch den späteren Volkskunst-Ableger ich schreibe betreute.
Das erste Heft erschien im Januar 1956 und trug den vollständigen Titel Wort und Spiel. Unser Wegweiser für Laienspiel, Laientheater und Kabarett. Ab dem zweiten Jahrgang lautete der Titel Wort und Spiel. Unser Wegweiser für das Laienspiel und Kabarett. Von Heft 6/1958 an war Unser Wegweiser für das sozialistische Laienspiel der Untertitel. Ab Heft 6/1960 stand auf der Titelseite Zeitschrift für das sozialistische Laientheater, während im Impressum der alte Titel angeführt wurde. In Heft 1/1961 war Die Laienbühne. Zeitschrift für das sozialistische Laientheater, Dramatische Zirkel, Arbeitertheater, Kabarett, Agitprop angegeben, schon Heft 2 verkürzte den Untertitel auf Die Laienbühne. Zeitschrift für das sozialistische Laientheater. Der Umfang betrug stets 24 paginierte DIN-A4-Seiten plus vier unpaginierte Umschlagsseiten. Die monatlich erscheinende Ausgabe kostete eine Mark.
In Heft 11/1961 kündigte die Redaktion an, dass ab dem 1. Januar 1962 die Publikationen Die Laienbühne, Agitprop, Der Funke und Pionier-Echo zu einer neuen Zeitschrift in 14-täglicher Erscheinungsweise zusammengefasst würden. Aufgrund dieser Fusion gilt Heft 12/1961 als das letzte von Die Laienbühne beziehungsweise ihrem langlebigeren Vorläufer Wort und Spiel.

## Zielgruppe
Wort und Spiel sei, schrieb Herbert Keller in der Nummer 1/1956, „das Organ all derer, die sich den vielfältigen Formen des Spiels auf der Bühne verschrieben haben und die als Schriftsteller, Berufskünstler, Wissenschaftler oder in anderer Tätigkeit den Werktätigen auf dem Weg zum künstlerischen Schöpfertum weiterhelfen“. Primär seien die Schaffung von Spielmaterial und die „Erforschung der Geschichte aller Formen des Laienspiels vom marxistischen Standpunkt aus“ anzustreben. Der zu dieser Zeit politisch vorgegebene Wiedervereinigungswunsch spiegelt sich in der Einbeziehung westdeutscher Akteure wider: „Unsere Zeitschrift soll auf ihrem Fachgebiet auch ein Bindeglied zwischen Ost und West sein. Wir öffnen diese Seiten allen westdeutschen Laienspielern, die den Weg der ehrlichen und sachlichen Auseinandersetzung mit uns suchen, denen gleich uns die Einheit unseres Vaterlandes Hauptanliegen aller Bemühungen ist.“ In Heft 10/1961, das heißt kurz nach dem Mauerbau, schlug Horst Schnabel in Richtung Bundesrepublik dann einen scharfen Ton an. Seinen Essay betitelte er mit Volkskunst in der Bundesrepublik im Dienste der psychologischen Kriegsvorbereitung.
Neben den explizit im Untertitel des ersten Jahrgangs genannten Spielformen Theater und Kabarett widmete sich die Redaktion auch dem Agitprop, Puppenspiel, Schattenspiel, der Pantomime und dem Amateur-Schmalfilm.

## Inhalt
Neben Vorstellungen von Dichtern, Stücken, Spielstätten und Arbeitsgemeinschaften (bei Berufsschauspielern würde man von „Ensembles“ sprechen) brachte die Zeitschrift auch aktuelle politische Beiträge, Berichte über Konferenzen, Festspiele und Wettbewerbe. Kulturpolitische Beschlüsse, Darstellungen regionalen wie internationalen Brauchtums, Bestandsaufnahmen der ländlichen Kulturversorgung nebst Benennungen methodisch-fehlerhaften Wirkens fanden ebenso einen Platz in den Heften wie Kostümierungs- und Schminkberatung oder Rezitationstipps. Des Weiteren gab es prinzipielle Überlegungen und Anleitungen für alles rund um die Inszenierung. Brechts Regieassistent Manfred Wekwerth steuerte zum Beispiel einen dreiteiligen Essay über das „Bühnenarrangement“ bei (2/1956 bis 4/1956). In Günter Friedrichs Beitrag Künstlerische Erziehung ist zugleich gesellschaftliche Erziehung wurde schon in der ersten Ausgabe deutlich gemacht, was von einem Regisseur erwartet wurde. Können die Forderungen, für Beständigkeit, Disziplin, Konzentration und Arbeitsorganisation zu sorgen, noch für allgemeingültig angesehen werden, so zeichnen weitere Grundvoraussetzungen ein Bild der DDR-Ideologie: Der Regisseur müsse „kitschige Gartenlaubenromantik“ vermeiden. Stattdessen müsse er eine Bewusstwerdung der gesellschaftlichen Verantwortung aller Mitwirkenden herbeiführen, weswegen kein Schwelgen in „den Gefühlen seiner Rolle“ zugelassen werden dürfe, denn der Darsteller habe durch eigene Weltanschauung dem Publikum eine künstlerisch gestaltete gesellschaftliche Aussage zu überbringen. Eine Moritatenserie impfte von Januar bis Oktober 1956 Möchtegernschauspielern ein, welche Herangehensweise sie meiden sollten. Zur Ausgestaltung von festlichen Anlässen lagen regelmäßig Materialien bei. Regelmäßig wurden auch Leserbriefe abgedruckt. Notenblätter beschlossen oft die Zeitschrift auf der Umschlagsrückseite. Unregelmäßig dagegen gab es Glossen und Interviews mit bedeutenden Künstlern, wie zum Beispiel Hanns Eisler in Heft 7/1958. In den späteren Ausgaben lehrte man auch den handwerklich anspruchsvollen Kulissen- und Bühnenbau in der Serie Für das technische Kollektiv.